# Igor Đurić
Igor Đurić (alternatieve spelling Djurić) (Servisch: Игор Ђурић) (Novi Sad, 22 februari 1985) is een Servische voetballer die als verdediger speelt. Đurić heeft vier interlands gespeeld voor het nationale elftal van Servië.

## Clubcarrière
Đurić startte zijn carrière in Servië bij FK Srem. Na twee seizoenen (49 wedstrijden, 4 goals) maakte hij een transfer naar FK Vojvodina. Hier speelde de verdediger vier seizoenen, al kwam hij het laatste jaar weinig aan spelen toe door een conflict met de voorzitter van de club, die de trainer vervolgens de opdracht gaf hem niet meer op te stellen.
Een transfer naar Heerenveen bood uitkomst voor alle partijen. De viervoudig international miste echter gelijk een groot gedeelte van de voorbereiding bij zijn nieuwe club door problemen met zijn werkvergunning. Eén week voor het begin van de competitie sloot hij aan bij de selectie. Op 19 augustus 2011 hebben de club en de speler hun contract ontbonden. Hierna ging hij in de Verenigde Arabische Emiraten aan de slag bij Sharjah SC. Sinds 2012 speelt Đurić voor FK Vojvodina dat hem begin 2015 verhuurde aan FK Rad. In het seizoen 20151/61 speelde hij in Turkije voor Karşıyaka SK. Vanaf de zomer van 2016 speelt hij voor FK Bačka Bačka Palanka.

## Interlandcarrière
Đurić debuteerde in november 2008 voor het nationale elftal van Servië, na een groot aantal wedstrijden in de jeugdelftallen van het land. Sinds 2008 speelde Đurić in totaal vier interlands.